# Pierre Dreyer
Pour les articles homonymes, voir Dreyer.
Pierre Dreyer, né le 3 juin 1924 à Villars-sur-Glâne (originaire d'Ueberstorf) et mort le 28 juillet 2005 à Fribourg, est une personnalité politique suisse, membre du Parti démocrate-chrétien.
Il est conseiller d'État du canton de Fribourg de 1967 à 1981, à la tête de la Direction de l'économie, des transports et de l'énergie, et député au Conseil des États de novembre 1972 à novembre 1987.

## Sources
- Georges Andrey, John Clerc, Jean-Pierre Dorand et Nicolas Gex, Le Conseil d’État fribourgeois : 1848-2011 : son histoire, son organisation, ses membres, Fribourg, Éditions La Sarine, 2012, 143 p. (ISBN 978-2-88355-153-4, lire en ligne), p. 88 et 89
- Annuaire des autorités fédérales, La Liberté du 29 juillet 2005.